# Геодетска референта мрежа
Геодетска референта мрежа (такође геодетска мрежа, референтна мрежа, мрежа контролних тачака или контролна мрежа) је мрежа, често састављена од троуглова, која се одређује тачно утврђеним техникама терестричког премјера или помоћу података добијених уз помоћ сателитксе геодезије.
Геодетска референтна мрежа састоји се од стабилних, лако уочљивих тачака са утврђеним вриједностима података добијених на основу опажања које везују тачке у један систем, који је одрђен матемачким принципима. 
Референтна геодетска мрежа је класично подијељена на хоризонталне (XY - положајне мреже) и вертикалне (H - висинске мреже), међутим с појавом сателитских навигационих система, посебно ГПС- а, ова подјела постаје застаријела, премда у државном премјеру ова подјела је и даље битна, због различитих нивоа тачности обје врсте мрежа.
Многе организације доприносе информацијама у изради геодетских референтних мрежа. 
Референте тачке вишег реда (високе прецизности, обично тачности од неколико милиметра до дециметарске тачности дефинисане у размјери континената) нормално се дефинишу у простору и времену помоћу глобалних или космичких техника и користе се за везе „нижег реда“ за повезивање између мрежа различитих нивоа тачности . Референтне тачке нижег реда се обично користе за инжењерство, изградњу и навигацију . Научна дисциплина која се бави успостављањем координата тачака у референтној мрежи високог реда назива се геодезија, а техничка дисциплина геодезије која чини исто за тачке у референтној мрежи нижег реда назива се геодетски премјер .

## Картографија
Након што картограф повеже кључне тачке на дигиталној карти са координатама "стварног свијета" тих тачака на физичкој површини земље, тада се каже да је карта "спремна за коришћење". Тада ће се основна карта и други подаци у геодетској референтној мрежи правилно преклапати.
Када слојеви карте нису преконтролисани, захтјева се додатни рад да би се прилагодили слојеви тако што ће да се доведу у ред, што уноси додатну грешку. Такве координате референтне мреже начелно се налазе у некој одређеној картографској пројекцији, математичкој јединици и у одређеном геодетском датуму . 

## Триангулација
У „класичној геодезији“ (до шездесетих година прошлога вијека), реферетне мреже су успостављене помоћу триангулације коришћењем мјерења углова и неких помоћних растојања. Прецизна оријентација према географском сјеверу постигнута је методама геодетске астрономије . Главни инструменти који се користе су теодолити и тахиметри, који су данас опремљени инфрацрвеним мјерењима за мјерење удаљености, базама података, комуникационим системима и дијелом сателитским везама.

## Трилатерација
Електронско мјерење растојања (EDM) уведено је око 1960. године, када су прототипи инструмената постали довољно мали да се могу користити на терену. Умјесто да се користе само мјестимична мјерења удаљености и даљине измјерене са ниском тачности, неке референтне мреже су успостављене или ажуриране коришћењем трилатерације тачнијих мјерења растојања него што је раније било могуће, урађено без мјерења или коришћења углова.

## Сателитска геодезија
Употреба сателита у геодезији је почела скоро истовремено, и то у другој половини 20. вијека. Коришћењем сателита попут Echo I, Echo II и Pageos, одређене су глобалне мреже, које су касније пружиле подршку у размјевању теорије тектонике плоча .
Друго важно побољшање било је увођење радио и електронских сателита попут Geos A и B (1965–70), Transit система (корстио је Доплеров ефекат за мјерења) 1967-1990 — који је био претходник ГПС-а - и ласерских техника попут Lageos (САД) или Starlette (Француска). Упркос употреби свемирских летјелица, површински мале мреже за катастарске и техничке пројекте углавном се мјере терестрички, али у многим случајевима уграђене су у државне и глобалне мреже помоћу сателитске геодезије.

## Глобални навигациони сателитски системи (ГНСС)
Данас се у земљиној орбити налази неколико стотина геодетских сателита, који су опремљени великим бројем сателита за даљинско истраживање и сателити навигационих система попут ГПС- а и Глонасс-а, праћени и европским сателитским системом Галилео .
Иако су ови развоји геодетске сателитске мреже засновани на сателиту флексибилнији и исплативији од њеног земаљског еквивалента, континуирано постојање мрежа са фиксираним референтним тачкама и даље је потребно за административне и правне сврхе на локалној и регионалној размјери. Глобалне геодетске мреже не могу се дефинисати као фиксне, јер геодинамика непрекидно мијења положај свих континената за 2 до 20 cm годишње. Стога модерне глобалне мреже попут ETRS 89 или ITRF показују не само координате својих "фиксних тачака", већ и своје годишње брзине .